# Paruline de Paria
Myioborus pariae
Espèce
Répartition géographique
Statut de conservation UICN

 EN B1ab(i,ii,iii,v) : En danger
La Paruline de Paria (Myioborus pariae) est une espèce de passereaux appartenant à la famille des Parulidae.

## Distribution
La Paruline de Paria se trouve uniquement dans la Péninsule de Paria dans le nord du Venezuela.

## Habitat
Cette paruline habite les forêts de nuage entre 800 m et 1 200 m d'altitude.